# オレグ・オスタペンコ

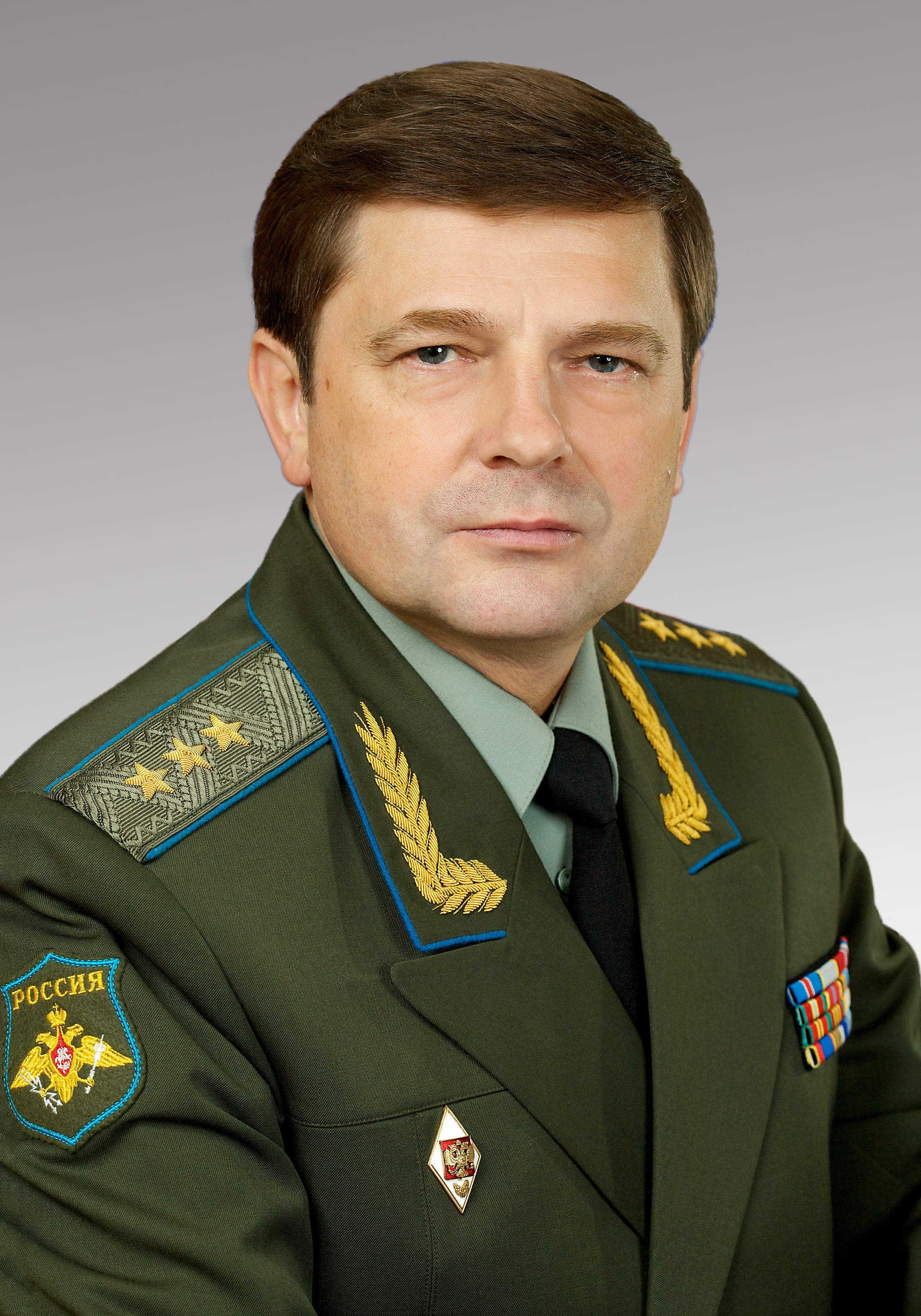
2012年

オレグ・ニコライヴィチ・オスタペンコ（露:Олег Николаевич Остапенко　1957年3月3日 -）はロシア連邦の軍人。大将。ロシア連邦宇宙局長官。

## 経歴
1979年にジェルジンスキー軍事アカデミーを卒業後、戦略ロケット軍に勤務。1992年、ジェルジェンスキー軍事アカデミー指揮官課程卒業。その後、ロシア宇宙軍チトフ設備実験開発センターの主任開発実験官を経て、2002年に同センター参謀長と司令官第一代理を兼任。2004年に宇宙軍副参謀長。2007年、参謀本部アカデミーを卒業し、プレセツク宇宙基地司令官となる。2008年7月4日より、宇宙軍司令官に就任する。2011年12月、宇宙軍とロシア空軍航空宇宙防衛作戦戦略コマンド（OSK-VKO)を母体に同じく独立兵科である航空宇宙防衛軍が設立され、引き続き司令官となる。2012年8月9日に大将に昇進。2012年11月9日、ロシア国防省国防次官に就任した。2013年10月10日には、退役してロシア連邦宇宙局長官に就任した。
2015年1月21日、宇宙局長官を解任された。